# ارنستو هوست
ارنستو فریتز هوست (متولد ۱۹۶۵ ژوئیه ۱۱) میلادی در شهر «همیس کرک» در شمال هلند است. او قهرمان چهار دوره مسابقات K-1 World Grand Prix می‌باشد.

## زندگی ورزشی
هوست در سال ۱۹۹۳ در نخستین تجربه حضورش در مسابقات کی وان در مرحله یک چهارم نهایی موفق شد پیتر آرتز را از پیش رو بردارد و در مرحله نیمه نهایی موریس اسمیت را با ناک اوت مغلوب کرد ولی در فینال (با ناک اوت) مغلوب برانکو سیکاتیچ از کرواسی شد. هوست در ۱۹ دسامبر سال ۱۹۹۳ در مسابقات قهرمانی K-2 شرکت کرد و در جریان آن رقابت‌ها در چهار راند چانگ پوئک کیاتسونگریت را شکست داد. این تنها دوره‌ای بود که سازمان کی وان مسابقاتی موسوم به K-2 را برگزار کرد. در سال ۱۹۹۵ هوست بار دیگر به فینال مسابقات کی وان رسید، اما در مبارزه فینال و در مقابل پیتر آرتز و در راند چهارم با نظر داوران هوست بازنده اعلام شد.
هوست تصمیم داشت تمام مبارزات آن سال را ببرد. ارنستو در سال ۱۹۹۶ و در فینال مسابقات کی وان گرند پریکس در دیدار با اندی هوگ و در راند چهارم مغلوب شد ولی در نهایت در فینال سال ۱۹۹۷ او توانست انتقام شکست خود را از اندی هوگ بگیرد. هوست در سال ۱۹۹۸ نتوانست از عنوان قهرمانی خود دفاع کند. در جریان این مسابقات هوست در مرحله یک چهارم نهایی در دیدار با مبارز استرالیایی به نام سام گرکو بعد از ضربه آپرکات به چشمش قادر به شروع راند سوم نشد و تکنیکال ناک اوت شد.
در سال ۱۹۹۹، هوست دومین قهرمانی خود را در مسابقات K-1 World Grand Prix با غلبه بر میرکو فیلیپوویچ بدست آورد.
در ۲۳ آوریل سال ۲۰۰۰او انتقام شکست مقابل سام گرکو را گرفت و توانست با تکنیکال ناک اوت پیروز شود. هوست موفق شد سومین قهرمانی خود در مسابقات کی وان گرند پریکس را در سال ۲۰۰۰ کسب کند. او در مبارزه پایانی ری سیفو از نیوزیلند را شکست دهد. بسیاری از علاقه‌مندان کی وان دوست داشتند هوست مبارزه‌ای را با باب ساپ برگزار کند.
هوست در سال ۲۰۰۱ برای دفاع از عنوان قهرمانی خود در مسابقات کی وان گرند پریکس شرکت کرد. در این تورنومنت او استفان لکو از آلمان را شکست داد. هر چند هوست به دلیل آسیب دیدگی ساق پا مجبور شد قبل از نیمه نهایی از ادامه این مسابقات کناره‌گیری کند.
مبارزه غیرمنتظره هوست با باب ساپ مسابقات کی وان گرند پریکس در سال ۲۰۰۲ برگزار شد. ساپ در همان راند اول هوست را ناک اوت کرد. با وجود باخت، هوست دوباره در مرحله یک چهارم پایانی فینال کی وان گرند پریکس در سال ۲۰۰۲ مقابل باب ساپ قرار گرفت. هوست موفق شد یک بار ساپ را نقش بر زمین کند اما در راند دوم با ناک اوت مبارزه را به ساپ واگذار کرد. شانسی که هوست آورد این بود که دست ساپ در مبارزه با او شکست و از چهار قسمت آسیب شدید دید به‌طوری‌که قادر به ادامه مبارزات نشد تا هوست به جای او در مرحله نیمه نهایی حضور یابد. در مبارزه نیمه نهایی او با ری سیفو مبارزه کرد و توانست در همان راند اول با تکنیکال ناک اوت پیروز شود و بدین ترتیب او راهی پنجمین فینالش شد. حریف او در فینال ژروم لی بنر از فرانسه بود. مبارزه بین لی بنر و هوست تا راند سه ادامه داشت تا اینکه در راند سوم وقتی لی بنر خواست ضربه پای هوست را دفاع کند بازویش بشدت آسیب دید. هوست پی در پی به بازوی لی بنرحمله کرد تا اینکه او را دو بار بر زمین انداخت و با تکنیکال ناک اوت پیروز شد و بدین ترتیب چهارمین عنوان قهرمانیش را در مسابقات کی وان گرند پریکس کسب کرد.
ارنستو هوست علاوه بر عناوینی که در مسابقات کی وان گرند پریکس بدست آورد در چندین سوپر فایت نیز مبارزه کرد. هوست در فینال ۸ نفر سال ۲۰۰۴ در مقابل هموطنش رمی بونجاسکی شکست خورد. در سال ۲۰۰۶ هوست اعلام کرد که این آخرین حضورش در این مسابقات است. در مرحله نیمه نهایی مسابقات کی وان گرند پریکس در سال ۲۰۰۶ هوست از سمی شیلت شکست خورد. بعد از پایان این مبارزه تمامی تماشاگران در حالی که ایستاده هوست را تشویق می‌کردند او با ابراز احساسات سالن مسابقات را ترک کرد. هوست شاگردان بسیاری را آموزش داد که توانستند نامی برای خود در کی وان دست و پا کنند. از جمله این شاگردان می‌توان پل اسلووینسکی را نام برد که زیر نظر هوست و راهنمایی‌هایش توانست تورنومنت کی وان در سال ۲۰۰۷ در شهر آمستردام هلند را فتح کند. هوست در حال حاضر در شهرک هورن هلند همراه با همسر و فرزندانش زندگی می‌کند.

## عناوین ورزشی
- قهرمان کشور هلند در آمستردام در سال ۱۹۸۷
- قهرمان اروپا در رشته موی تای (ISKA) در شهر آرنهم هلند در سال ۱۹۸۸
- قهرمان اروپا در رشته فول کنتاکت در شهر لوهاور فرانسه در سال ۱۹۸۸
- قهرمان اروپا در رشته ساواته در شهر استراسبورگ فرانسه در سال ۱۹۸۸
- قهرمان اروپا در رشته کیک بوکسینگ (WKA) در شهر استراسبورگ فرانسه در سال ۱۹۸۸
- قهرمان جهان در رشته ساواته در شهر پاریس فرانسه در سال ۱۹۸۹
- قهرمان جهان در رشته موی تای (WMTA) در شهر آمستردام هلند در سال ۱۹۸۹
- قهرمان جهان در رشته کیک بوکسینگ (WKA) در شهر آمستردام هلند در سال ۱۹۹۰
- قهرمان جهان در رشته موی تای (WMTA) در شهر آمستردام هلند در سال ۱۹۹۰
- قهرمان جهان در رشته موی تای (WMTA) هلند در سال ۱۹۹۲
- فینالیست مسابقات کی وان گرند پریکس در شهر توکیو ژاپن در سال ۱۹۹۳
- قهرمان سنگین وزن مسابقات (WMTA) و (WKA) در شهر توکیو ژاپن در سال ۱۹۹۳
- قهرمان مسابقات جایزه بزرگ K-2 در شهر توکیو ژاپن در سال ۱۹۹۳
- قهرمان مسابقات مکمل K-2 در شهر آمستردام هلند در سال ۱۹۹۴
- قهرمان مسابقات فول کنتاکت (ISKA) در سنگین وزن در شهر مارسی فرانسه در سال ۱۹۹۴
- قهرمان مسابقات کی وان گرند پریکس در شهر توکیو ژاپن در سال ۱۹۹۷
- قهرمان مسابقات کی وان گرند پریکس در شهر توکیو ژاپن در سال ۱۹۹۹
- فینالیست مسابقات کی وان گرند پریکس در شهر ناگویا ژاپن
- قهرمان مسابقات کی وان گرند پریکس در شهر توکیو ژاپن در سال ۲۰۰۰
- قهرمان مسابقات جایزه بزرگ جهانی در سال ۲۰۰۰
- قهرمانی در ملبورن استرالیا در سال ۲۰۰۱
- جایزه بزرگ جهانی کی واندر سال ۲۰۰۱
- قهرمان مسابقات کی وان گرند پریکس در شهر توکیو ژاپن در سال ۲۰۰۲
- جایزه بزرگ جهانی کی واندر سال ۲۰۰۲